# Uzdignuti koraljni atol
Uzdignuti koraljni atol ili izdignuti koraljni atol je atol koji su tektonske sile podigle dovoljno visoko iznad razine da je otok zaštićen od oluja i na njemu je moguć razvoj tla i raznolika – često endemska – flora i fauna. S iznimkom otoka Aldabra u Indijskom oceanu i otoka Henderson u Tihom oceanu, većina tropskih uzdignutih atola dramatično je izmijenjena ljudskim aktivnostima poput uvođenja novih vrsta, iskopavanja fosfata, pa čak i testiranja bombi.